# Сальваторе Мареска
Сальваторе Мареска (італ. Salvatore Maresca; нар. 1993 року, Наполі, Італія) — італійський гімнаст. Бронзовий призер чемпіонату світу та Європи у вправах на кільцях.

## Біографія
Проживав з родиною в Кастелламмаре-ді-Стабія. В десятирічному віці став свідком вбивства людини. Завдяки батьку Луїджі, який відвід сина на спортивну гімнастику та контролював його, уникнув потрапляння до організованої злочинності.

## Спортивна кар'єра
У 2013 році через травму змушений був покинути спортивну гімнастику. Антонелло Ді Чербо запросив тренером до спортивного клубу в Салерно, де поступово паралельно з тренерською діяльністю відновив тренувальний процес.

#### 2021
На чемпіонаті Європи в Базелі, Швейцарія, здобув бронзову нагороду у вправі на кільцях.

## Результати на турнірах
| Рік  | Змагання               | КБ | ІБ | Вільні вправи | Кінь | Кільця | Опорний стрибок | Паралельні бруси | Перекладина |
| ---- | ---------------------- | -- | -- | ------------- | ---- | ------ | --------------- | ---------------- | ----------- |
| 2019 | Кубок виклику в Копері |    |    |               |      | 3      |                 |                  |             |
| 2021 | Чемпіонат Європи       |    |    |               |      | 3      |                 |                  |             |
| 2021 | Кубок виклику в Осієці |    |    |               |      | 1      |                 |                  |             |
| 2021 | Чемпіонат світу        |    |    |               |      | 3      |                 |                  |             |
| 2022 | Кубок світу в Баку     |    |    |               |      | 1      |                 |                  |             |
| 2024 | Чемпіонат Європи       |    |    |               |      | 7      |                 |                  |             |